# 1828 Kashirina
1828 Kashirina eller 1966 PH är en asteroid i huvudbältet som upptäcktes den 14 augusti 1966 av den ryska astronomen Ljudmjla Tjernych vid Krims astrofysiska observatorium på Krim. Den har fått sitt namn efter Valentin Semjonovitj Kasjirin, en läkare från Simferopol.
Asteroiden har en diameter på ungefär tjugosju kilometer.